# Girasole
Girasole é uma comuna italiana da região da Sardenha, província de Nuoro, com cerca de 946 habitantes. Estende-se por uma área de 12 km², tendo uma densidade populacional de 79 hab/km². Faz fronteira com Lotzorai, Tortolì, Villagrande Strisaili.

## Demografia
| Variação demográfica do município entre 1861 e 2011                               |
|                                                                                   |
| Fonte: Istituto Nazionale di Statistica (ISTAT) - Elaboração gráfica da Wikipedia |